# Number Ones (Bee Gees)
Number Ones è una raccolta  del gruppo musicale britannico Bee Gees, pubblicata il 9 novembre 2004. Il disco include 18 (19 nella versione destinata al mercato europeo ed australiano) dei loro più grandi successi, più un tributo a Maurice Gibb, morto nel 2003.

## Tracce

### Edizione americana
1. Massachusetts
2. World
3. Words
4. I've Gotta Get a Message to You
5. I Started a Joke
6. Don't Forget to Remember
7. Lonely Days
8. How Can You Mend a Broken Heart
9. Jive Talkin'
10. You Should Be Dancing
11. Love So Right
12. How Deep Is Your Love
13. Stayin' Alive
14. Night Fever
15. Too Much Heaven
16. Tragedy
17. Love You Inside Out
18. You Win Again
19. Man in the Middle

### Edizione europea/australiana
1. Massachusetts
2. World
3. Words
4. I've Gotta Get a Message to You
5. I Started a Joke
6. Don't Forget to Remember
7. How Can You Mend a Broken Heart
8. Jive Talkin'
9. You Should Be Dancing
10. How Deep Is Your Love
11. Stayin' Alive
12. Night Fever
13. Too Much Heaven
14. Tragedy
15. More Than a Woman
16. Love You Inside Out
17. You Win Again
18. Man in the Middle
19. Islands in the Stream
20. Immortality (original demo version)